# Rudas Imre (informatikus)
Rudas Imre (Budapest, 1949. április 25. –) magyar informatikus, egyetemi tanár, rektor, professzor emeritus. A Magyar Tudományos Akadémia Doktori Tanács elektrotechnikai és számítástechnikai szakbizottságának tagja. A Magyar Robottechnikai Társaság vezetőségi tagja. Az Engineering Application of Artifical Intelligence és a Control Engineering Practice szerkesztőbizottsági tagja. A műszaki tudományok kandidátusa (1987), a természettudományok doktora (1988), a Magyar Tudományos Akadémia doktora (2004).
Kutatási területe az ipari robotok irányítása és állapotfelügyelete, mesterséges intelligencia-eszközök robottechnikai alkalmazásai, valamint a fuzzyhalmazok és rendszerek.

## Életpályája
Gyermekkorát Kispesten töltötte; az általános iskolát is itt végezte el. 1968–1971 között a Bánki Donát Gépipari Műszaki Főiskola hallgatója volt; gépgyártástechnológus üzemmérnöki diplomát szerzett.
1971–1972 között az Egyesült Villamos Gépgár (EVIG) fejlesztő-technológus volt. 1972–1980 között a Bánki Donát Gépipari Műszaki Főiskola tanszéki üzemmérnöke, 1976–1980 között főiskolai tanársegéde, 1983–1986 között főiskolai adjunktusa, 1986–1990 között tanszékvezető főiskolai docense, 1990–1998 között főiskolai tanára volt, 1998–2000 között tanszékvezető egyetemi tanára volt. 1972–1977 között az Eötvös Loránd Tudományegyetem Természettudományi Karán alkalmazott matematikus lett. 1977-ben PhD. fokozatot szerzett a Budapesti Műszaki és Gazdaságtudományi Egyetem Villamosmérnöki és Informatikai Karán. 1978–1980 között a Bánki Donát Gépipari Műszaki Főiskola kollégiumigazgatója volt.
1980–1983 között az MTA-SZTAKI Ipari Robot és Alakfelismerési Osztályán aspiráns volt. 1987–1990 között az Informatikai és Szervezési Intézet intézetigazgatója volt.
1990–1992 között a természet- és számítógéptudomány tanszékvezetője volt. 1992–2000 között a Bánki Donát Műszaki Főiskola Informatikai Tanszék tanszékvezetője volt. 1998-tól a Magyar Fuzzy Társaság elnöke.
2000–2009 között a Budapesti Műszaki Főiskola Matematikai és Számítástudományi Intézet, valamint az Intelligens Mérnöki Rendszerek Intézete igazgatója volt. 2000–2003 között a Budapesti Műszaki Főiskola általános tudományos rektorhelyettese volt, 2003–2014 között rektora volt. 2004–2005 között a Műszaki Felsőoktatási Rektori Főigazgatói Kollégium elnöke volt. 2005–2006 között a Főiskolai Főigazgatói Konferencia elnöke volt. 2006–2008 között a Magyar Rektori Konferencia társelnöke volt, 2008–2009 között a testület elnöke volt.
2014–ben az Egyetemi Kutató és Innovációs Központ (EKIK) alapítója; 2014–2019 között az Irányító Testület és Tanácsadó Testület elnöke volt. 2014–2019 között az Óbudai Egyetem egyetemi tanára volt. 2019 óta az Óbudai Egyetem emeritus professzora.

## Családja
Szülei Rudas Imre és Dichob Krisztina. 1972-ben házasságot kötött Németh Ágnessel. Két lányuk született: Erika (1975–) és Andrea (1976–).

## Művei
- Matematika és számítástechnika: Útmutató és példatár II. (Főiskolai jegyzet; 1988)
- Matematika I.: Valós számok, Vektoralgebra, Lineáris algebra (1992; 1997)
- Matematika III.: Komplex számok, Végtelen sorok (1993)
- Tudásalapú rendszerek (1994)
- Matematika IV.: Valószínűségszámítás, Gráfelmélet, Matematikai Logika (1995)
- Matematika II.: Függvények, Differenciálszámítás, Integrálszámítás (1995)
- Matematika V.: Fourier - és Laplace - transzformáció, Differenciálegyenletek, Numerikus módszerek (1996)
- Matematika II.: Komplex számok, numerikus- és függvénysorok, közönséges differenciálegyenletek, numerikus módszerek, valószínűségszámítás, gráfelmélet, matematikai logika (1998)
- Computational Intelligence: Soft Computing and Fuzzy-Neuro Integrations with Applications (1998)
- A Bánki Donát Műszaki Főiskola Jubileumi Tudományos Ülésszaka (1999)
- Robottechnika (1999)
- Analízis I: Egyváltozós kalkulus (2004)

## Díjai
- Miniszteri dicséret (1979)
- Gépipari Tudományos Egyesület Műszaki Irodalmi Díj (1995)
- Széchenyi professzor-ösztöndíj (1997-2000)
- Gazdasági miniszter elismerő oklevele (1999)
- „Honorial Plaquette”, Szlovákia Mesterséges Intelligencia Társaság emlékplakettje (2001)
- Kassai Műszaki Egyetem díszdoktora (2001)
- Temesvári Műszaki Egyetem díszdoktora (2005)
- Gábor Dénes-díj (2006)[5]
- Neumann János-díj (2006)[6]
- Vajdasági Tudományos Akadémia Elismerő Oklevél (2006)
- A Magyar Érdemrend tisztikeresztje (2009)[6]
- Magyar Rektori Konferencia Emlékérme (2009)
- Magyar Fuzzy Társaság Nagydíja (2011)
- Wroclawi Műszaki Egyetem tiszteletbeli professzora (2013)
- Trefort Ágoston-emlékérem (2014)
- Bánki Donát-emlékérem (2014)
- Széchenyi István-emlékplakett (2014)
- Pro Óbuda díj (2014)

## Jegyztek
1. ↑  VIAF-azonosító. (Hozzáférés: 2017. október 9.)
2. ↑  PIM-névtér-azonosító. (Hozzáférés: 2020. június 12.)
3. ↑  Doctor honoris causa - Dr.h.c. (szlovák nyelven). (Hozzáférés: 2024. december 19.)
4. ↑  Imre J. Rudas awarded honorary degree (angol nyelven), 2016. június 20. (Hozzáférés: 2024. december 19.)
5. ↑  Gábor Dénes Klub
6. 1 2  Adatai a Petőfi Irodalmi Múzeum katalógusában